# Strugi (województwo mazowieckie)
Strugi – osada w Polsce położona w województwie mazowieckim, w powiecie sochaczewskim, w gminie Teresin.
Wieś szlachecka położona była w drugiej połowie XVI wieku w powiecie sochaczewskim ziemi sochaczewskiej województwa rawskiego. W latach 1975–1998 miejscowość należała administracyjnie do województwa skierniewickiego.
W miejscowości tej znajduje się dwór – siedziba rodowa Łuszczewskich. Był to jeden z najzamożniejszych rodów ziemi sochaczewskiej, posiadający szereg okolicznych wsi. Henryk Sienkiewicz, zaprzyjaźniony z jednym z przedstawicieli tego rodu, właśnie w Strugach umieścił jedną z akcji "Potopu". Kmicic, będący w drodze do Częstochowy, wybawił tam z opresji broniącego się we dworze starostę Łuszczewskiego.
Zdarzyło się, że pod Sochaczewem hultajstwo szwedzkie i niemieckie obległo pana Łuszczewskiego, starostę sochaczewskiego, zaskoczywszy go w prywatnej jego majętności, w Strugach. Ów, wojennego humoru będąc, choć stary, bronił się mocno. Nadjechał właśnie na to pan Kmicic, a że mu już cierpliwość jako wrzód nabrała, gotowy pęknąć z lada powodu, więc pękła właśnie pod Strugami. Pozwolił tedy "prać" Kiemliczom i sam uderzył na szturmujących tak potężnie, że rozbił ich, wysiekł, nikogo nie żywił, jeńców nawet potopić kazał.
Po walce Kmicic zatrzymał się u starosty na posiłek, podczas którego odbył z gospodarzem dłuższą rozmowę, w trakcie której poznał m.in. proroctwo świętej Brygidy.
W miejscowym dworze urodziła się w 1810 r. oraz spędziła dzieciństwo i młodość pierwsza kobieta-podoficer wojska polskiego Barbara Bronisława Czarnowska (podchorąży okresu powstania listopadowego). Jej ojciec Klemens Czarnowski był tam zarządcą majątku dzierżawionego od Łuszczewskich, którzy w tym czasie mieszkali już w Warszawie, w której prowadzili interesy. W tych czasach albo miejscowość nazywała się Struga, albo też nazwę w liczbie pojedynczej nosił sam folwark. Na mapach z tamtego okresu widnieje nazwa Struga, a w wydanym pod koniec XIX wieku „Słowniku Geograficznym Królestwa Polskiego” zamieszczone są dwa bardzo podobne wpisy miejscowości Struga oraz Strugi.
15 sierpnia 1831 w okolicznych wsiach, w tym także w samych Strugach, miała miejsce potyczka pomiędzy wycofującymi się wojskami gen. Dembińskiego a nacierającymi Rosjanami. Strugi, zajęte przez Rosjan, zostały ostrzelane przez polską artylerię.
W 1868 r. Łuszczewscy, nie mogąc sobie poradzić z utrzymaniem majątku w wyniku zmian uwłaszczeniowych wprowadzonych przez władze carskie po powstaniu styczniowym, sprzedali Strugi warszawskiemu przemysłowcowi i finansiście Leopoldowi Kronenbergowi.
Obecnie dwór jest mozaiką architektoniczną, która powstała w okresie od II połowy XIX wieku do lat 30. XX w. Budynek wzniesiony został w stylu neorenesansowym zachowanym obecnie tylko w części centralnej. Pałac został wybudowany dla ówczesnego właściciela majątku Leopolda Kronenberga. W latach 1905–1907 rozbudowano budynek o tzw. "ogród zimowy". W 1912 roku ukończono charakterystyczny pod względem wystroju pawilon japoński według projektu Zdzisława Kalinowskiego i Czesława Przybylskiego. Tam właśnie znajdowała się kolekcja japońska ówczesnego właściciela Stanisława Glezmera. Po I wojnie światowej kolekcję przekazano do Muzeum Narodowego w Warszawie.
Wokół dworu znajduje się dworski park krajobrazowy powstały w końcu XVIII wieku. Strugi są przykładem dobrze zachowanego układu kompozycyjnego alei dojazdowych zasadzonych w XIX wieku łączących pobliskie majątki dworskie tj.:
- aleja jesionowo-kasztanowa przy drodze Skotniki – Strugi,
- aleja lipowa wzdłuż drogi Strugi – Szymanów.